# Podoleni (gmina)
Podoleni – gmina w Rumunii, w okręgu Neamț. Obejmuje miejscowości Negritești i Podoleni. W 2011 roku liczyła 4196 mieszkańców.